# 양천중학교
양천중학교(陽川中學校)는 대한민국 서울특별시 양천구 신월동에 있는 공립 중학교이다.

## 학교 연혁
- 1990년 1월 20일 : 양천중학교 인가
- 1990년 3월 1일 : 초대 권용자 교장 취임
- 1990년 3월 5일 : 1990학년도 입학식(남 9, 여 6학급)
- 1990년 5월 4일 : 개교식
- 1993년 2월 14일 : 제1회 졸업식
- 2018년 2월 8일 : 제26회 졸업식(9학급)
- 2022년 9월 1일 : 제13대 박병렬 교장 취임

## 참고 자료
- 양천중학교 - 한국교육학술정보원 학교알리미